# مارسلو گومز
مارسلو گومز (انگلیسی: Marcelo Gomes؛ زادهٔ ۲۸ اکتبر ۱۹۶۳) کارگردان فیلم، فیلم‌نامه‌نویس اهل برزیل است.